# Tremors: Shrieker Island
Série Tremors
Tremors: A Cold Day in Hell
(2018)
Pour plus de détails, voir Fiche technique et Distribution.
 Tremors: Shrieker Island est un film américain réalisé par Don Michael Paul et sorti directement en vidéo en 2020. Il s'agit du 7e film de la série Tremors.

## Synopsis
Dans les îles Salomon, des Graboïdes, des Ass-Blasters et des Shriekers sont laissés en liberté et servent de cibles à des chasseurs fortunés en quête de sensations fortes. Mais bientôt, les créatures deviennent incontrôlables et dangereuses pour le reste de la population. Jasmine Welker, scientifique chargée d'une réserve naturelle et Jimmy son bras droit, n'ont plus le choix et doivent faire appel au seul homme capable de les délivrer de ces abominations : Burt Gummer. Il se trouve qu'elle est aussi la mère de Travis Welker et l'ancienne compagne de Burt. Des retrouvailles inattendues pour une aventure qui va s'avérer être dangereuse pour le survivaliste.

## Fiche technique
Sauf indication contraire, les informations mentionnées dans cette section peuvent être confirmées par les bases de données cinématographiques IMDb et Allociné,  présentes dans la section « Liens externes ».
- Titre original : Tremors: Shrieker Island
- Réalisation : Don Michael Paul
- Scénario : Don Michael Paul et Brian Brightly, d'après une histoire de Brian Brightly, d'après les personnages créés par S. S. Wilson, Brent Maddock et Ron Underwood
- Musique : Frederik Wiedmann
- Photographie : Alexander Krumov et Keyan Safyari
- Montage : Vanick Moradian
- Distribution : Jeff Gerrard et Gillian Hawser
- Effets spéciaux : Alexander Gunn
- Effets spéciaux visuels : Cinemotion Ltd.
- Producteur : Todd Williams

Producteur délégué : Chris Lowenstein
- Sociétés de production : Universal 1440 Entertainment et Living Films
- Société de distribution : Universal Pictures Home Entertainment
- Pays de production :  États-Unis
- Genre : Comédie horrifique, action et science-fiction
- Durée : 103 minutes
- Format : Couleurs - 2.00:1 - son stéréo
- Date de sortie : 
  - États-Unis : 20 octobre 2020 (vidéo)
  - France : 1er décembre 2020 (DVD et vidéo à la demande)

## Distribution
- Michael Gross : Burt Gummer
- Jon Heder : Jimmy
- Jackie Cruz : Freddie
- Richard Brake : Bill
- Caroline Langrishe : Jas
- Cassie Clare : Anna
- Sahajak Boonthanakit : M. Bowtie
- Matthew Douglas
- Randy Kalsi : Wall Street
- David Assavanon
- Boonma Lamphon : Ishimon
- Iris Park : Iris
- Aukrawut Rojaunawat : Parkour boy
- Bear Williams : Mohawk
- Mikey Black

## Production
Le tournage a lieu en Thaïlande